# Trimalcion
 (août 2021).
Si vous disposez d'ouvrages ou d'articles de référence ou si vous connaissez des sites web de qualité traitant du thème abordé ici, merci de compléter l'article en donnant les références utiles à sa vérifiabilité et en les liant à la section « Notes et références ».
Trimalcion ou Trimalchion est un personnage fictif du Satyricon, un roman attribué à l'auteur latin Pétrone.
Ce personnage est passé du rang d'esclave à celui de riche affranchi, car son maître lui a légué liberté, argent et sa place de sénateur.

## Étymologie
Le latin Trimalchio est formé sur la racine trilitère sémitique "מלך/ mlk" qui a donné l'hébreu "melk" (roi) et l'arabe "malik" de même sens, à quoi a été ajouté, pour un effet de style visant l'amplification, le préfixe "tri", qui exprime en l'occurrence un sens superlatif,.

## Biographie du personnage
Il représente certainement l’évocation littéraire la plus ancienne du nouveau riche parvenu. Esclave affranchi héritier d'un maître richissime, il donne un festin pantagruélique, mais aux mets peu coûteux comme il sied à un banquet mortuaire d'un homme du commun. Cela ne constitue pas un prétexte pour impressionner ses quinze invités car ceux-ci sont, comme lui, des affranchis syriens devenus des seviri augustales. Ses discours adoptent une syntaxe parataxique et son lexique est parfois truffé d'hapax difficiles à traduire. Mais il ne manque pas une occasion de citer quelques vers connus ou de faire réciter par ses serviteurs ce qu’il pense être l’apanage culturel d’un homme libre cultivé. On devine vite que l’épouse de Trimalcion, Fortunata, est une ancienne prostituée, lorsqu’elle exécute une danse lascive, réputée être une spécialité des femmes des lupanars.